# Nordische Skiweltmeisterschaften 1950/Skilanglauf Männer
Bei den 18. Nordischen Skiweltmeisterschaften die vom 1. bis 6. Februar 1950 in Lake Placid (New York) und Rumford (Maine) in den USA ausgetragen wurden, kamen drei Wettbewerbe im Skilanglauf zur Durchführung. Die Medaillen gingen dabei allesamt an Vertreter aus den skandinavischen Ländern, die Goldmedaillen gar nur an Sportler aus Schweden. Zu Weltmeistern in den Einzelwettkämpfen über die Distanzen von 18 bzw. 50 Kilometern krönten sich Karl-Erik Åström und Gunnar Eriksson. Mit der siegreichen schwedischen Langlaufstaffel holte sich Åström zudem seine zweite Goldmedaille bei diesen Weltmeisterschaften.

## Skilanglauf 18 km
| Rang | St.Nr. | Athlet              | Land               | Zeit      |
| ---- | ------ | ------------------- | ------------------ | --------- |
| 1    | 66     | Karl-Erik Åström    | Schweden           | 1:06:16 h |
| 2    | 50     | Enar Josefsson      | Schweden           | 1:06:28 h |
| 3    | 59     | Arnljot Nyaas       | Norwegen           | 1:07:07 h |
| 4    | 15     | August Kiuru        | Finnland           | 1:07:08 h |
| 5    | 54     | Paavo Lonkila       | Finnland           | 1:07:15 h |
| 6    | 16     | Viljo Vellonen      | Finnland           | 1:07:32 h |
| 7    | 10     | Harald Maartmann    | Norwegen           | 1:07:35 h |
| 8    | 29     | Martin Lundström    | Schweden           | 1:07:45 h |
| 9    | 63     | Anders Törnkvist    | Schweden           | 1:07:56 h |
| 10   | 45     | Heikki Hasu         | Finnland           | 1:08:13 h |
| 11   | 36     | Nils Täpp           | Schweden           | 1:08:28 h |
| 12   | 53     | Tapio Mäkelä        | Finnland           | 1:08:33 h |
| 13   | 28     | Nils Karlsson       | Schweden           | 1:08:35 h |
| 14   | 12     | Gunnar Eriksson     | Schweden           | 1:08:36 h |
| 15   | 23     | Henry Hermansen     | Norwegen           | 1:08:49 h |
| 16   | 24     | Magnar Estenstad    | Norwegen           | 1:08:52 h |
| 17   | 11     | Martin Stokken      | Norwegen           | 1:08:58 h |
| 18   | 42     | Kristian Bjørn      | Norwegen           | 1:09:16 h |
| 19   | 61     | Tauno Kirves        | Finnland           | 1:09:19 h |
| 20   | 18     | Martti Huhtala      | Finnland           | 1:09:21 h |
| 21   | 8      | Tauno Sipilä        | Finnland           | 1:09:30 h |
| 22   | 68     | Edvin Landsem       | Norwegen           | 1:09:34 h |
| 23   | 39     | Eilert Dahl         | Norwegen           | 1:09:37 h |
| 24   | 5      | Arthur Herrdin      | Schweden           | 1:09:45 h |
| 25   | 37     | Sven Israelsson     | Schweden           | 1:10:00 h |
| 26   | 34     | Ivar Odd Formo      | Norwegen           | 1:10:14 h |
| 27   | 62     | Pekka Kuvaja        | Finnland           | 1:10:16 h |
| 28   | 49     | Benoît Carrara      | Frankreich         | 1:10:45 h |
| 29   | 51     | Ottar Gjermundshaug | Norwegen           | 1:10:47 h |
| 30   | 2      | Esko Rautiola       | Finnland           | 1:11:14 h |
| 31   | 4      | Mikko Merrilainen   | Finnland           | 1:11:43 h |
| 32   | 58     | Aulis Sipponen      | Finnland           | 1:12:22 h |
| 33   | 26     | Per Sannerud        | Norwegen           | 1:12:44 h |
| 34   | 32     | Karl Bricker        | Schweiz            | 1:13:02 h |
| 35   | 25     | Kjetil Mårdalen     | Norwegen           | 1:13:11 h |
| 36   | 6      | Simon Slåttvik      | Norwegen           | 1:13:49 h |
| 37   | 40     | Alfons Supersaxo    | Schweiz            | 1:14:29 h |
| 38   | ?      | Tone Razinger       | Jugoslawien        | 1:15:07 h |
| 38   | 19     | Klas Haraldsson     | Schweden           | 1:15:07 h |
| 40   | ?      | René Mandrillon     | Frankreich         | 1:15:35 h |
| 41   | 41     | Georges Forestier   | Frankreich         | 1:16:13 h |
| 42   | 35     | Theo Allenbach      | Schweiz            | 1:16:22 h |
| 43   | 57     | Per Gjelten         | Norwegen           | 1:16:40 h |
| 44   | ?      | Marius Mora         | Frankreich         | 1:16:57 h |
| 45   | ?      | André Buffard       | Frankreich         | 1:17:32 h |
| 46   | 52     | Olavi Alakulppi     | Vereinigte Staaten | 1:19:05 h |
| 47   | ?      | Claude Richer       | Kanada             | 1:22:37 h |
| 48   | ?      | Don Johnson         | Vereinigte Staaten | ?         |
| 49   | ?      | Tom Dennie          | Kanada             | 1:23:01 h |
| 50   | ?      | Lloyd Hawkensen     | Vereinigte Staaten | 1:23:41 h |
| 51   | ?      | Jack Wahlberg       | Kanada             | 1:24:09 h |
| 52   | 38     | Crosby Perry-Smith  | Vereinigte Staaten | 1:24:38 h |
| 53   | ?      | Paul Wegeman        | Vereinigte Staaten | 1:24:54 h |
| 54   | ?      | Alex Alain          | Kanada             | 1:25:07 h |
| 55   | ?      | Gerald Dennie       | Kanada             | 1:26:43 h |
| 56   | 1      | Silas Dunklee       | Vereinigte Staaten | 1:26:47 h |
| 57   | ?      | Jacques Carbonneau  | Kanada             | 1:28:03 h |
| 58   | ?      | Al Merrill          | Vereinigte Staaten | 1:28:12 h |
| 59   | ?      | John Burton         | Vereinigte Staaten | 1:28:40 h |
| 60   | ?      | Jack Pauly          | Vereinigte Staaten | 1:29:12 h |
| 61   | ?      | Buster Campbell     | Vereinigte Staaten | 1:29:23 h |
| 62   | ?      | Karl Martitsch      | Österreich         | 1:29:32 h |
| 63   | ?      | Elwin Johnson       | Vereinigte Staaten | 1:30:03 h |
| 64   | ?      | Ralph Townsend      | Vereinigte Staaten | 1:33:36 h |
| 65   | ?      | Paul Townsend       | Vereinigte Staaten | 1:34:32 h |
| 66   | ?      | Wendell Broomhall   | Vereinigte Staaten | 1:34:44 h |
| 67   | ?      | Noel Paul           | Kanada             | 1:35:55 h |
| 68   | ?      | Ambrose Quinn       | Kanada             | 1:36:34 h |
| DNF  | 20     | Niklaus Stump       | Schweiz            | -         |

Datum: Freitag, 3. Februar 1950
Strecke:
Teilnehmer: Teilnehmer: 69 genannt; 69 gestartet; 68 gewertet;
Der Sieg von Karl-Erik Åström war eine große Überraschung. Bis heute zählt er als der einzige Skilangläufer, der alle Wettbewerbe bei Olympischen Spielen und Nordischen Skiweltmeisterschaften gewinnen konnte, an denen er teilgenommen hatte.
Ivar Odd Formo war der Vater des Olympiasiegers von 1976 Ivar Formo.
Der für die USA startende Olavi Alakulppi hatte sich zuvor bereits 1939 in Zakopane mit der finnischen Staffel zum Weltmeister gekrönt. Er emigrierte 1945 in die USA, wohl auch wegen seiner Beteiligung am umstrittenen Weapons Cache Case und diente in der US Army. Während seines Dienstes in Westdeutschland in den 1950er Jahren war der spätere Weltstar Elvis Presley sein persönlicher Chauffeur.
Jack Wahlberg wurde 1905 in Schweden geboren und emigrierte 1926/27 nach Kanada. Mit seinen 44 Jahren ist er vermutlich noch immer der älteste Teilnehmer an einem 4 × 10 km Staffellauf bei Olympischen Winterspielen oder Nordischen Skiweltmeisterschaften, knapp gefolgt vom Italiener Maurilio de Zolt mit 43 Jahren bei den Olympischen Winterspielen 1994 in Lillehammer. Er blieb dem Sport bis ins hohe Alter treu und gewann noch 1982 das 15 km Rennen bei den Canadian Masters Championships in der Altersklasse über 70.
Crosby Perry-Smith war der Sohn des US-amerikanischen Bergsteigers und Skipioniers Oliver Perry-Smith.
Quellen
- 18 km Rumford 1950. In: Vidar Martinell: Svenska VM-guld på skidor (schwedisch). Fingraf Tryckeri, Södertälje 1997, S. 54–59, ISBN 91-630-5531-7.

## Skilanglauf 50 km
| Rang | St.Nr. | Athlet              | Land               | Zeitnahme 10 km | Zeitnahme 25 km | Zeitnahme 35 km | Endzeit 50 km |
| ---- | ------ | ------------------- | ------------------ | --------------- | --------------- | --------------- | ------------- |
| 1    | 28     | Gunnar Eriksson     | Schweden           | 0:41:35 h       | 1:28:28 h       | 2:12:28 h       | 2:59:05 h     |
| 2    | 31     | Enar Josefsson      | Schweden           | 0:41:36 h       | 1:28:40 h       | 2:13:18 h       | 3:00:01 h     |
| 3    | 24     | Nils Karlsson       | Schweden           | 0:41:48 h       | 1:28:54 h       | 2:13:02 h       | 3:00:10 h     |
| 4    | 17     | Anders Törnkvist    | Schweden           | 0:41:31 h       | 1:28:25 h       | 2:12:30 h       | 3:00:55 h     |
| 5    | 18     | Harald Maartmann    | Norwegen           | 0:40:56 h       | 1:27:25 h       | 2:11:30 h       | 3:01:49 h     |
| 6    | 26     | Pekka Vanninen      | Finnland           | 0:42:59 h       | 1:29:22 h       | 2:14:28 h       | 3:02:15 h     |
| 7    | 22     | Magnar Estenstad    | Norwegen           | 0:40:38 h       | 1:27:43 h       | 2:12:29 h       | 3:04:19 h     |
| 8    | 27     | Pekka Kuvaja        | Finnland           | 0:42:36 h       | 1:30:35 h       | 2:16:59 h       | 3:06:20 h     |
| 9    | 6      | Martin Lundström    | Schweden           | 0:42:10 h       | 1:30:35 h       | 2:16:40 h       | 3:06:30 h     |
| 10   | 8      | Martin Karlsson     | Schweden           | 0:41:44 h       | 1:30:29 h       | 2:15:50 h       | 3:06:53 h     |
| 11   | 21     | August Kiuru        | Finnland           | 0:41:39 h       | 1:29:07 h       | 2:15:57 h       | 3:07:31 h     |
| 11   | 11     | Edvin Landsem       | Norwegen           | 0:42:06 h       | 1:30:43 h       | 2:17:06 h       | 3:07:31 h     |
| 13   | 14     | Arthur Herrdin      | Schweden           | 0:40:48 h       | 1:28:03 h       | 2:12:35 h       | 3:08:05 h     |
| 14   | 10     | Arnljot Nyaas       | Norwegen           | 0:42:43 h       | 1:30:53 h       | 2:16:18 h       | 3:08:20 h     |
| 15   | 1      | Gunnar Karlsson     | Schweden           | 0:42:31 h       | 1:32:55 h       | 2:21:16 h       | 3:13:51 h     |
| 16   | 9      | Tauno Kirves        | Finnland           | 0:41:41 h       | 1:33:00 h       | 2:22:07 h       | 3:13:54 h     |
| 17   | 2      | Martin Stokken      | Norwegen           | 0:43:44 h       | 1:33:07 h       | 2:23:06 h       | 3:16:16 h     |
| 18   | 32     | Eero Rautiola       | Finnland           | 0:42:12 h       | 1:29:22 h       | 2:14:31 h       | 3:22:57 h     |
| 19   | 19     | Tone Razinger       | Jugoslawien        | 0:45:05 h       | 1:33:22 h       | 2:28:12 h       | 3:24:53 h     |
| 20   | 12     | Theo Allenbach      | Schweiz            | 0:43:45 h       | 1:34:51 h       | 2:26:04 h       | 3:25:41 h     |
| 21   | 16     | Tauno Sipilä        | Finnland           | 0:40:46 h       | 1:28:08 h       | 2:23:31 h       | 3:29:59 h     |
| 22   | 23     | Olavi Alakulppi     | Vereinigte Staaten | 0:46:58 h       | 1:41:12 h       | 2:35:23 h       | 3:34:56 h     |
| 23   | 15     | Wendell Broomhall   | Vereinigte Staaten | 0:51:00 h       | 1:51:36 h       | 2:51:31 h       | 3:59:16 h     |
| 24   | 4      | John Burton         | Vereinigte Staaten | 0:52:30 h       | 1:53:23 h       | 2:52:26 h       | 4:02:24 h     |
| 25   | 20     | Don Johnson         | Vereinigte Staaten | 0:49:23 h       | 1:48:24 h       | ?               | 4:05:25 h     |
| 26   | 33     | Elwin Johnson       | Vereinigte Staaten | 0:58:17 h       | 2:08:35 h       | ?               | 4:38:38 h     |
| DNF  | 7      | Viljo Vellonen      | Finnland           | 0:41:44 h       | 1:31:27 h       | -               | -             |
| DNF  | 5      | Paavo Lonkila       | Finnland           | 0:42:26 h       | 1:31:43 h       | -               | -             |
| DNF  | 29     | Ottar Gjermundshaug | Norwegen           | 0:43:37 h       | 1:33:38 h       | -               | -             |
| DNF  | 3      | Henry Hermansen     | Norwegen           | 0:44:25 h       | -               | -               | -             |
| DNF  | 13     | Paul Townsend       | Vereinigte Staaten | -               | -               | -               | -             |
| DNF  | 25     | Karl Bricker        | Schweiz            | -               | -               | -               | -             |
| DNS  | 30     | Kristian Bjørn      | Norwegen           | -               | -               | -               | -             |

Datum: 5. Februar 1950
Ort:
Teilnehmer: 33 genannt; 32 gestartet; 26 gewertet;
Quellen
- 50 km Rumford 1950. In: Vidar Martinell: Svenska VM-guld på skidor (schwedisch). Fingraf Tryckeri, Södertälje 1997, S. 66–70, ISBN 91-630-5531-7.

## 4 × 10 km Staffel
| Rang | St.Nr. Team | Land               | Athlet                                                       | Einzelzeit                              | Rang Etappe | Zeit Wechsel        | Rang Wechsel | Gesamtzeit |
| ---- | ----------- | ------------------ | ------------------------------------------------------------ | --------------------------------------- | ----------- | ------------------- | ------------ | ---------- |
| 1    | 6           | Schweden           | Nils Täpp Karl-Erik Åström Martin Lundström Enar Josefsson   | 0:39:55 h 0:40:10 h 0:39:39 h 0:40:15 h | 2 1         | 1:20:05 h 1:59:44 h | 2 1          | 2:39:59 h  |
| 2    | 3           | Finnland           | Heikki Hasu Viljo Vellonen Paavo Lonkila August Kiuru        | 0:39:52 h 0:40:06 h 0:41:17 h 0:40:35 h | 1 2         | 1:19:58 h 2:01:15 h | 1 2          | 2:41:50 h  |
| 3    | 2           | Norwegen           | Martin Stokken Eilert Dahl Kristian Bjørn Henry Hermansen    | 0:41:06 h 0:42:10 h 0:42:02 h 0:42:01 h | 3           | 1:23:16 h 2:05:18 h | 3            | 2:47:19 h  |
| 4    | 7           | Frankreich         | Marius Mora Georges Forestier René Mandrillon Benoît Carrara | 0:45:01 h 0:44:36 h 0:43:45 h 0:43:13 h | 4           | 1:29:37 h 2:13:22 h | 4 4          | 2:56:35 h  |
| 5    | 4           | Vereinigte Staaten | Silas Dunklee Ralph Townsend Lloyd Hawkenson Don Johnson     | 0:48:02 h 0:51:51 h 0:50:35 h 0:49:38 h | 5 6         | 1:39:53 h 2:30:28 h | 5            | 3:20:06 h  |
| 6    | 1           | Kanada             | Claude Richer Jack Wahlberg Alec Alain Tom Dennie            | 0:49:06h 0:57:38 h 0:48:25 h 0:48:19 h  | 6 5         | 1:46:44 h 2:35:09 h | 6            | 3:23:28 h  |
| DNS  | 5           | Schweiz            | Theo Allenbach Niklaus Stump Alfons Supersaxo Karl Bricker   | -                                       | -           | -                   | -            | -          |

Datum: Montag, 6. Februar 1950;
Ort:
Teilnehmer: 7 Mannschaften genannt; 6 Mannschaften gestartet; 6 Mannschaften gewertet; Die Schweiz zog kurz vor Startbeginn ihre Nennung zurück.
Quellen
- Stafett 4 × 10 km Rumford 1950. In: Vidar Martinell: Svenska VM-guld på skidor (schwedisch). Fingraf Tryckeri, Södertälje 1997, S. 59–66, ISBN 91-630-5531-7.